# Cebrail, Yunak
Cebrail là một xã thuộc huyện Yunak, tỉnh Konya, Thổ Nhĩ Kỳ. Dân số thời điểm năm 2011 là 155 người.